# 26518 Bhuiyan
26518 Bhuiyan è un asteroide della fascia principale. Scoperto nel 2000, presenta un'orbita caratterizzata da un semiasse maggiore pari a 3,0513564 UA e da un'eccentricità di 0,1266557, inclinata di 0,57718° rispetto all'eclittica.